# Las Lomitas (Texas)
Las Lomitas es un lugar designado por el censo ubicado en el condado de Jim Hogg en el estado estadounidense de Texas. En el Censo de 2010 tenía una población de 244 habitantes y una densidad poblacional de 23,86 personas por km².

## Geografía
Las Lomitas se encuentra ubicado en las coordenadas 27°20′16″N 98°39′46″O / 27.33778, -98.66278. Según la Oficina del Censo de los Estados Unidos, Las Lomitas tiene una superficie total de 10.23 km², de la cual 10.23 km² corresponden a tierra firme y (0%) 0 km² es agua.

## Demografía
Según el censo de 2010, había 244 personas residiendo en Las Lomitas. La densidad de población era de 23,86 hab./km². De los 244 habitantes, Las Lomitas estaba compuesto por el 77.87% blancos, el 0% eran afroamericanos, el 0% eran amerindios, el 0% eran asiáticos, el 0% eran isleños del Pacífico, el 18.44% eran de otras razas y el 3.69% pertenecían a dos o más razas. Del total de la población el 95.08% eran hispanos o latinos de cualquier raza.